# Campomanesia prosthecesepala
Campomanesia prosthecesepala är en myrtenväxtart som beskrevs av Hjalmar Frederik Christian Kiaerskov. Campomanesia prosthecesepala ingår i släktet Campomanesia och familjen myrtenväxter. IUCN kategoriserar arten globalt som otillräckligt studerad. Inga underarter finns listade i Catalogue of Life.